# کالسکه طلایی
کالسکهٔ طلایی (فرانسوی: Le Carrosse d'or‎) که با نام کالسکهٔ زرین هم شناخته می‌شود، فیلمی درام است که در سال ۱۹۵۲ به کارگردانی ژان رنوآر ساخته شد.